# Le Lys et la Rose
Pour plus de détails, voir Fiche technique et Distribution.
Le Lys et la Rose (titre original : The Lily and the Rose) est un film muet américain, réalisé par Paul Powell, sorti en 1915.

## Synopsis
Rose (La Rose) tente le mari de Mary Randolph (Le Lys). Les époux se séparent puis le mari se suicide. Mary se console en épousant un autre homme.

## Fiche technique
- Titre original : The Lily and the Rose
- Titre français : Le Lys et la Rose
- Réalisation : Paul Powell
- Scénario : D.W. Griffith
- Photographie : John W. Leezer et Hugh McClung
- Société de production : Fine Arts Film Company
- Pays d'origine :  États-Unis
- Langue : Anglais
- Format : Noir et blanc — 35 mm — 1,33:1 — Muet
- Genre : Film dramatique
- Durée : 50 minutes
- Dates de sortie : 
  -  États-Unis : 7 novembre 1915
  -  France : 8 décembre 1916[1]

## Distribution
- Lillian Gish : Mary Randolph
- Wilfred Lucas
- Rosie Dolly : Rose
- Loyola O'Connor
- Cora Drew
- Elmer Clifton
- Mary Alden
- William Hinckley
- Alberta Lee
- Frank Mills